# Mesoleius integrator
Mesoleius integrator är en stekelart som först beskrevs av Cornelius Herman Muller 1776.  Mesoleius integrator ingår i släktet Mesoleius och familjen brokparasitsteklar. Inga underarter finns listade i Catalogue of Life.